# Lampropeltis zonata
Lampropeltis zonata là một loài rắn trong họ Rắn nước. Loài này được Lockington mô tả khoa học đầu tiên năm 1835.

## Hình ảnh

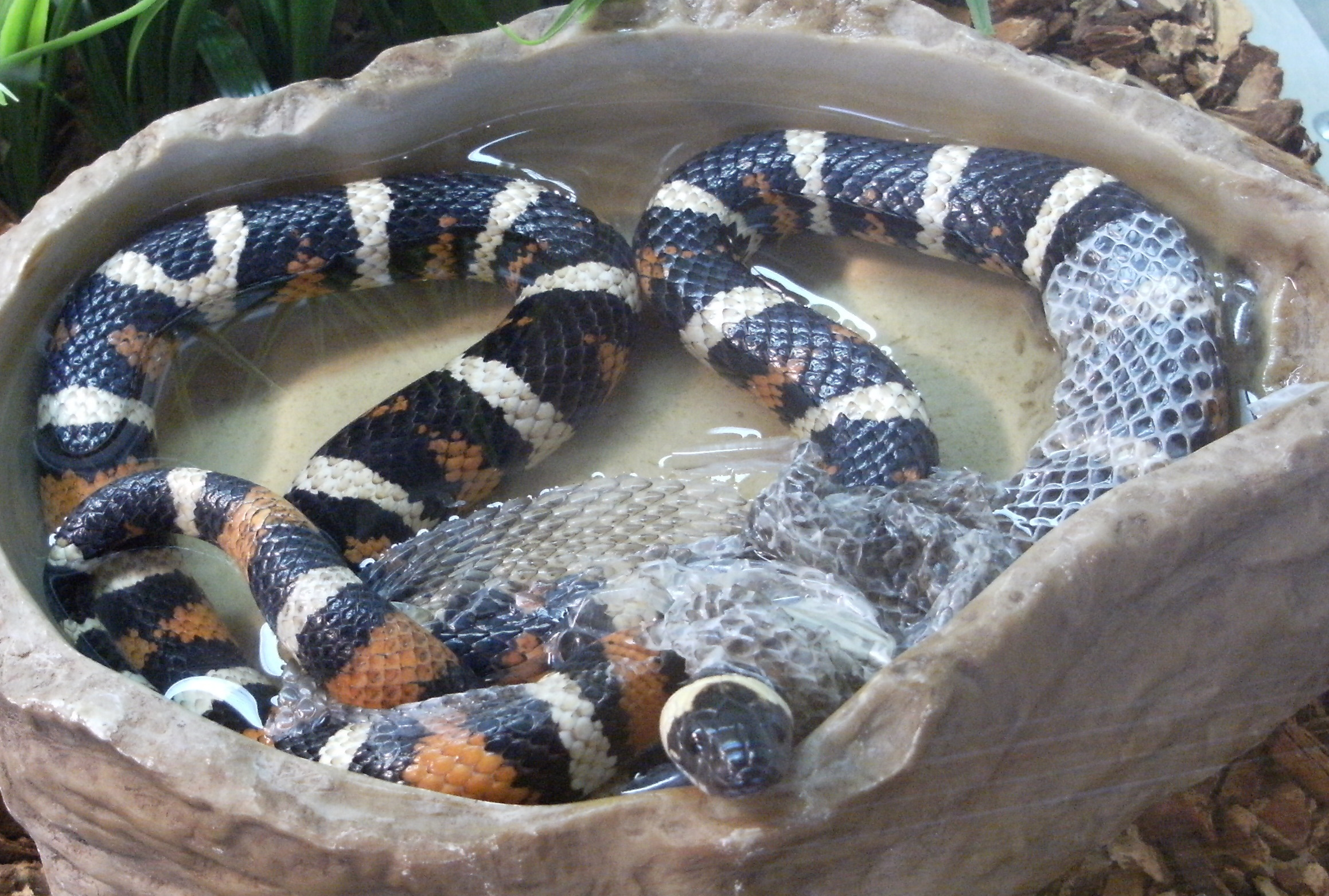